# Office Depot
Office Depot, Inc. är en amerikansk global leverantör av kontorsrelaterade produkter som kontorsmöbler och kontorsvaror till både privata- och företagskunder. De rankas som världens näst största kontorsleverantör och företaget fusionerades med dåvarande konkurrenten och världens tredje största i Officemax Inc, för att ta upp kampen med världens största i branschen i Staples Inc.
De har fler än 1 800 butiker och sysselsätter 38 000 anställda i 56 länder världen över.